# Escárcega (kommun)
Escárcega är en kommun i Mexiko.   Den ligger i delstaten Campeche, i den östra delen av landet, 900 km öster om huvudstaden Mexico City. Antalet invånare är 50 106. Arean är 4 734 kvadratkilometer.
Terrängen i Escárcega är platt.
Följande samhällen finns i Escárcega:
- Escárcega
- Haro
- Don Samuel
- La Victoria
- Laguna Grande
- Nuevo Campeche
- Francisco I. Madero
- Miguel Hidalgo
- Colonia San Francisco
- Emiliano Zapata
- Miguel Hidalgo y Costilla